# Romantische liefde (hoorspel)
Romantische liefde is een hoorspel van Chris Allen. I like a bit of love werd op 5 november 1976 uitgezonden door de BBC. Het werd vertaald door Ina de Jong-Wierda en de TROS zond het uit op woensdag 6 december 1978, van 23:00 uur tot 23:52 uur. De regisseur was Bert Dijkstra.

## Rolbezetting
- Marijke Merckens (Daphne Brown)
- Jan Borkus (Ted Brown)
- Hans Karsenbarg (Andrew Brown)
- Els Buitendijk (Sylvia Terry)
- Bernard Droog (Gordon Terry)
- Fé Sciarone (Joan Terry)
- Frans Somers (David Tierney)

## Inhoud
Hoofdpersoon is een romantische schrijfster, Daphne Brown, die gelooft in de ware liefde van hart tot hart. Toch komt zij er door ondervinding achter, dat er in het leven van alledag maar heel weinig plaats is voor de romantische liefde. Haar uitgever David Tierney dringt er bij haar op aan wat moderner te worden, waartegen zij zelf nogal wat bezwaren heeft. Als zijn dan eindelijk de dingen wat moderner gaat zien, is hij het die tot de slotsom komt dat de romantische stijl bij het publiek toch beter aanslaat, omdat verreweg de meeste lezers dromen van de “grote liefde” die zo zeldzaam is op deze wereld…